# Linia kolejowa Köln – Rhein/Main
Linia kolejowa Köln – Rhein/Main (NBS Kolonia – Ren/Men, niem. Schnellfahrstrecke Köln–Rhein/Main) – linia kolei dużych prędkości o łącznej długości 177 kilometrów, łącząca Frankfurt z Kolonią.
Trasa kolei przebiega w większej części wzdłuż autostrady A3, obsługują ją pociągi kategorii ICE.
Linia została zbudowana w latach 1995–2002, według obliczeń Deutsche Bahn koszt budowy wyniósł 6 miliardów euro. Między Frankfurtem a Kolonią zlokalizowane są trzy stacje pośrednie: Limburg Süd, Montabaur oraz Siegburg położony o zaledwie 12 kilometrów od Bonn. We Frankfurcie znajdują się dwie stacje Frankfurt Flughafen oraz Frankfurt Stadion.
Linia jest przystosowana do prędkości 300 km/h.